# Драгица
Драгица је српско, хрватско и словеначко женско име, изведено од имена Драган (као деминутив) или Драга. 

## Популарност
У Хрватској је ово име током 20. века било веома популарно и то најчешће међу хрватским становништвом, али му је последњих година популарност опадала. У Словенији је ово име 2007. било на 35. месту по популарности.

## Познате Драгице
- Драгица Грбић, српска песникиња
- Драгица Кончар, Српкиња, учесница НОБ-а
- Драгица Николић, супруга Томислава Николића, бившег председника Србије
- Драгица Новаковић, српска филмска и позоришна глумица
- Драгица Палаверса Мијач, југословенска рукометашица
- Драгица Правица, Српкиња, учесница НОБ-а
- Драгица Радосављевић Цакана, српска певачица народне, изворне и фолк музике
- Драгица Срзентић, Хрватица, учесница НОБ-а и друштвено-политичка радница ФНРЈ
- Драгица Томаш, српска филмска и позоришна глумица